# طعام مرذول

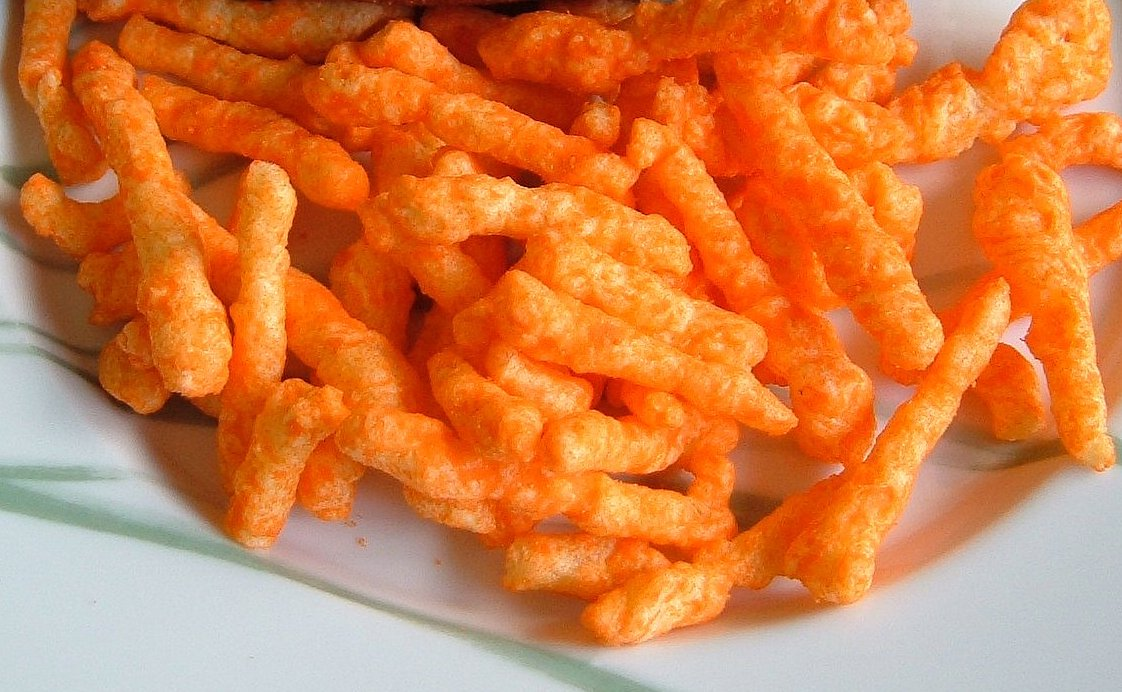
رقائق الذرة.

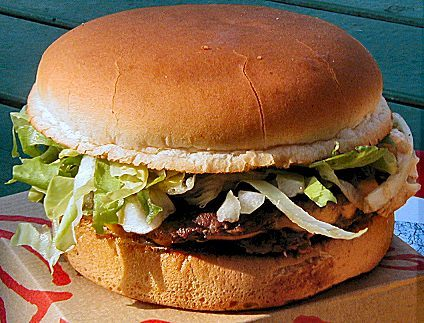
همبرغر.

الطعام المرذول أو الغَثّ أو التافه أو غير المفيد أو الخُشارة (Junk food) هو طعام غير مغذ رغم غناه بالسعرات الحرارية.
هو مصطلح غير رسمي يطلق على بعض المواد الغذائية التي ينظر إليها على انها ذات قيمة غذائية قليلة أو معدومة، أو إلى المنتجات ذات القيمة الغذائية ولكن أيضا المكونات التي تعتبر غير صحية بسبب ارتفاع نسبة الدهون فيها عندما تؤكل بانتظام. أو تلك التي تعتبر غير صحية للاستهلاك على الإطلاق وقد صاغ هذا المصطلح مايكل جاكوبسون، مدير مركز العلوم في المصلحة العامة، في عام 1972. من الأطعمة المرذولة الأطعمة المليئة بالزيوت والتي تسبب السمنة، وكثرة تناولها قد تؤدي إلى الإصابة بأمراض سرطانية.